# Darum
Darum è una frazione della città di Osnabrück, nel land della Bassa Sassonia, in Germania. Insieme a Gretesch e Lüstringen, costituisce uno degli Stadtteil di Osnabrück.

## Storia
Già comune autonomo, fu soppresso e incorporato a Osnabrück il 1º luglio 1972.